# 弁天線

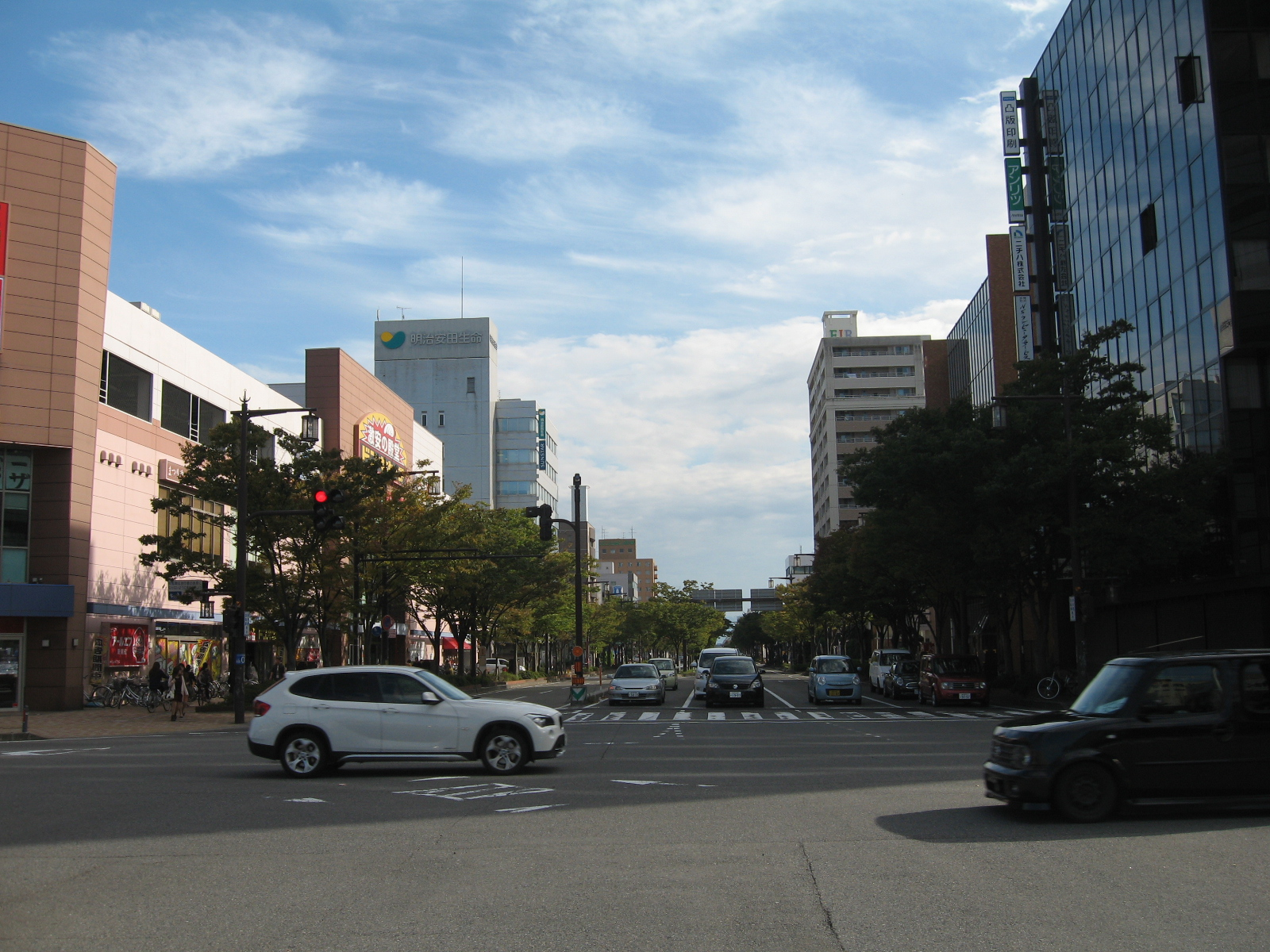
笹出線と交差する「新潟駅南口」交差点から南方向を望む

弁天線（べんてんせん）は、新潟県新潟市中央区から同市江南区に至る道路の名称。新潟市の都市計画道路で、全区間が新潟市の市道である。
中央区花園一丁目 - 同区笹口間が新潟市道南2-159号線、同区南笹口一丁目 - 同区紫竹山五丁目間が新潟市道笹口紫竹山線、紫竹山五丁目 - 同区姥ヶ山字大日南田間が新潟市道弁天橋姥ヶ山線、姥ヶ山字大日南田地内が新潟市道南7-52号線、江南区下早通柳田一丁目 - 同区早通一丁目間が新潟市道亀田1-480号線、早通地内および早通一丁目地内が新潟市道亀田1-376号線に指定されているが、実質的にはこれらの路線が一本の道路として機能しているため、前掲の路線を「弁天線」として扱う。

## 概要
- 起点：新潟市中央区花園一丁目（新潟駅南口）
- 終点：新潟市江南区早通一丁目（早通交差点＝新潟県道220号白根亀田線交点）
- 車線数：新潟駅南口駅前広場 - 新潟駅南口交差点間＝6車線、新潟駅南口交差点 - 工業団地交差点間＝4車線、工業団地交差点 - 早通交差点間＝2車線

都市計画道路
- 路線名：3.2.505 弁天線
  - 都市計画決定：1965年（昭和40年）12月21日
  - 延長：3.78 km
  - 起点：新潟市中央区花園一丁目
  - 終点：新潟市中央区姥ヶ山字大日南田（区境、旧亀田町境）
- 路線名：3.5.159 亀田工業団地線
  - 都市計画決定：1985年（昭和60年）12月17日
  - 延長：1.37 km
  - 起点：新潟市江南区早通（区境、旧新潟市境）
  - 終点：新潟市江南区早通一丁目

新潟駅南口から新潟市中心部の南側を南北に縦貫して、江南区亀田地区西部とを結ぶ幹線道路である。市のBRT第2期導入区間として検討されており、新潟駅高架化後には駅南側と古町方面を直通する公共交通の軸となることが期待されている（詳細は新潟市の交通を参照）。現在でも多くの路線バス（S6 長潟線、S7 スポーツ公園線など）やビッグスワン・新潟県立野球場方面のシャトルバスが運行されており、新潟駅南口駅前広場 - 姥ヶ山交差点間には公共車両優先システム(PTPS)が導入されている。
新潟市の都市計画道路のひとつ。新潟バイパスや高速道路（現在の日本海東北自動車道）などの広域道路と接続し、鳥屋野潟南部地区への基幹アクセスルートとして「新潟市南部の都市軸を形成するシンボルロード」に位置づけられ、1960年代後半から順次南側へ延伸した。
開通当初は全線2車線（片側1車線）で、北側の旧市域では1970年代から沿線の山潟・石山地区をはじめとした周辺地区・市町村で住宅地開発が進捗するにつれ、渋滞が慢性的に発生するようになった。また南側の旧亀田町側は水田と、アシが生い茂る湿地帯を経由する見通しの悪い道路だった。
1981年度からは新潟駅至近の笹出線交差点から南側の約200 mの区間の拡幅工事が行われ、1992年に完成。1990年代中盤には亀田町側の区間が亀田工業団地や北陸自動車道（当時）の整備と並行して亀田町の都市計画道路「亀田工業団地線」として整備が進められ、1993年11月に町道1-480号線が全線開通（暫定2車線）。また旧市域側の区間については2002年（平成14年）のFIFAワールドカップや、2009年（平成21年）のトキめき新潟国体・トキめき新潟大会の開催地となる新潟県スポーツ公園（デンカビッグスワンスタジアムなどが立地）へのアクセス道路として重点的に整備が進められることになり、旧市域の区間は2002年春に暫定4車線（片側2車線）化を完了、その後順次改修が行われ、2009年末に新潟駅南口 - 亀田工業団地間の4車線化が完了した。道路の改善に並行してイオンモール新潟南をはじめとするロードサイド店舗が立ち並び、商業エリアに変化した。
亀田工業団地以南は2車線となり、早通地内の早通交差点（新潟市立早通小学校角）に至る。現在は同校北側で整備が中断しており、旧道によって校地東側を迂回している。亀田町が新潟市に編入合併する際に立案された合併建設計画では「早通小学校移転建設事業」が盛り込まれ、同校を移転した上で市道亀田1-480号線を南側へ延伸する形で整備する予定だったが、2009年に実施された市の事業見直しにおいて「移転不要のため今後の方針を検討」と判断されたことから、市土木部では今後の整備方法を検討している。
なお、新潟駅万代口側には「新潟市道弁天町線」があるが、当市道とは直接接続していない。

## 通過する自治体
- 新潟県
  - 新潟市（中央区 - 江南区）

## 主な接続路線
中央区
- 新潟市道駅南線＜けやき通り＞（けやき通り交差点）
- 新潟県道51号新潟黒埼インター笹口線＜笹出線＞（新潟駅南口交差点）
- 新潟市道紫竹山鳥屋野線＜紫鳥線＞（紫竹山一丁目交差点）
- 国道8号（重複：国道17号）＜新潟バイパス＞（弁天インターチェンジ）
- 新潟県道290号曽野木一日市線＝旧道（長潟交差点）
- 新潟県道290号曽野木一日市線＜鳥屋野潟公園線＞（南長潟交差点）
- 新潟市道嘉瀬蔵岡線（姥ヶ山交差点）

江南区
- 日本海東北自動車道（新潟亀田インターチェンジ）
- 新潟県道16号新潟亀田内野線（工業団地交差点）
- 新潟県道220号白根亀田線（早通交差点）

## 路線状況

### バイパス道路
- （新潟市江南区早通・下早通柳田一丁目 - 江南区東早通一丁目）
  - 亀田工業団地の造成ならびに新潟亀田インターチェンジの周辺部整備と共に建設された区間。南側の亀田工業団地内の区間は1980年代後半から順次開通し、北側の中央区姥ケ山字大日南田 - 下早通柳田間は旧道を全廃して新設された。
- （新潟市江南区東早通一丁目 - 江南区早通二丁目）
  - 弁天線と亀田工業団地線が直通化される以前は、現道西側の早通の集落を縦貫する亀田町道376号線（現在の新潟市道亀田1-376号線）が、亀田地区の区間を補完していた。亀田工業団地線の工業団地交差点 - 早通交差点間は、かつて単車線だった町道を拡幅して整備したものである。拡幅前は車両の行き違いができない狭隘な道路で、待避用の路側帯が2箇所設けられていた。旧道の一部は現道の東側に残存しており、農業用道路として活用されている。

### 別名・通称
- 弁天線

### 道路施設
- 弁天橋（新潟市中央区）[6]

### 交通量
24時間交通量（台） 道路交通センサス
| 観測地点           | 平成22（2010）年度 | 平成27（2015）年度 |
| ------------------ | ------------------ | ------------------ |
| 弁天橋             | 36,224             | 35,041             |
| 新潟市江南区東早通 | -                  | 8,679              |

（出典：「平成22年度道路交通センサス」・「平成27年度全国道路・街路交通情勢調査」（国土交通省ホームページ）より一部データを抜粋して作成）
前出の新潟バイパスをはじめ、新潟市中心部の南側を東西に横断する各道路と交差しているため、朝夕のラッシュ時を中心に終日にわたって混雑する傾向にある。特に笹出線と交差する新潟駅南口交差点、紫鳥線と交差する紫竹山一丁目交差点、新潟バイパスの弁天ICの周辺では各方面からの車両が輻輳するため、慢性的に渋滞が発生している。
また江南区内においても、新潟県道16号新潟亀田内野線と交差する工業団地交差点は、国道49号亀田バイパスの鵜ノ子ICを経由して市内中心部各方面と郊外方面とを往来する車両が非常に多く、こちらでも慢性的に渋滞が発生している。このため所轄する江南警察署では2010年（平成22年）5月18日から工業団地・鵜ノ子IC下の両交差点の信号機を「進行方向別表示式」に変更し、混雑緩和を図っているものの、鵜ノ子IC周辺にはアピタ新潟亀田店などの大型商業施設が数多く出店しており、また県道16号の鵜ノ子IC以東の区間が現在も片側1車線となっているなど道路整備が追い付いていない箇所が多く、抜本的な混雑解消には至っていない。また前述の早通交差点は4方面とも交差部の見通しが悪い上、道幅が狭隘で右折車線も設けられていないため、こちらでも朝夕には慢性的な渋滞が発生している。